# Erastria fletcheri
Erastria fletcheri là một loài bướm đêm trong họ Geometridae.